# کداک دی‌سی۲۱۵

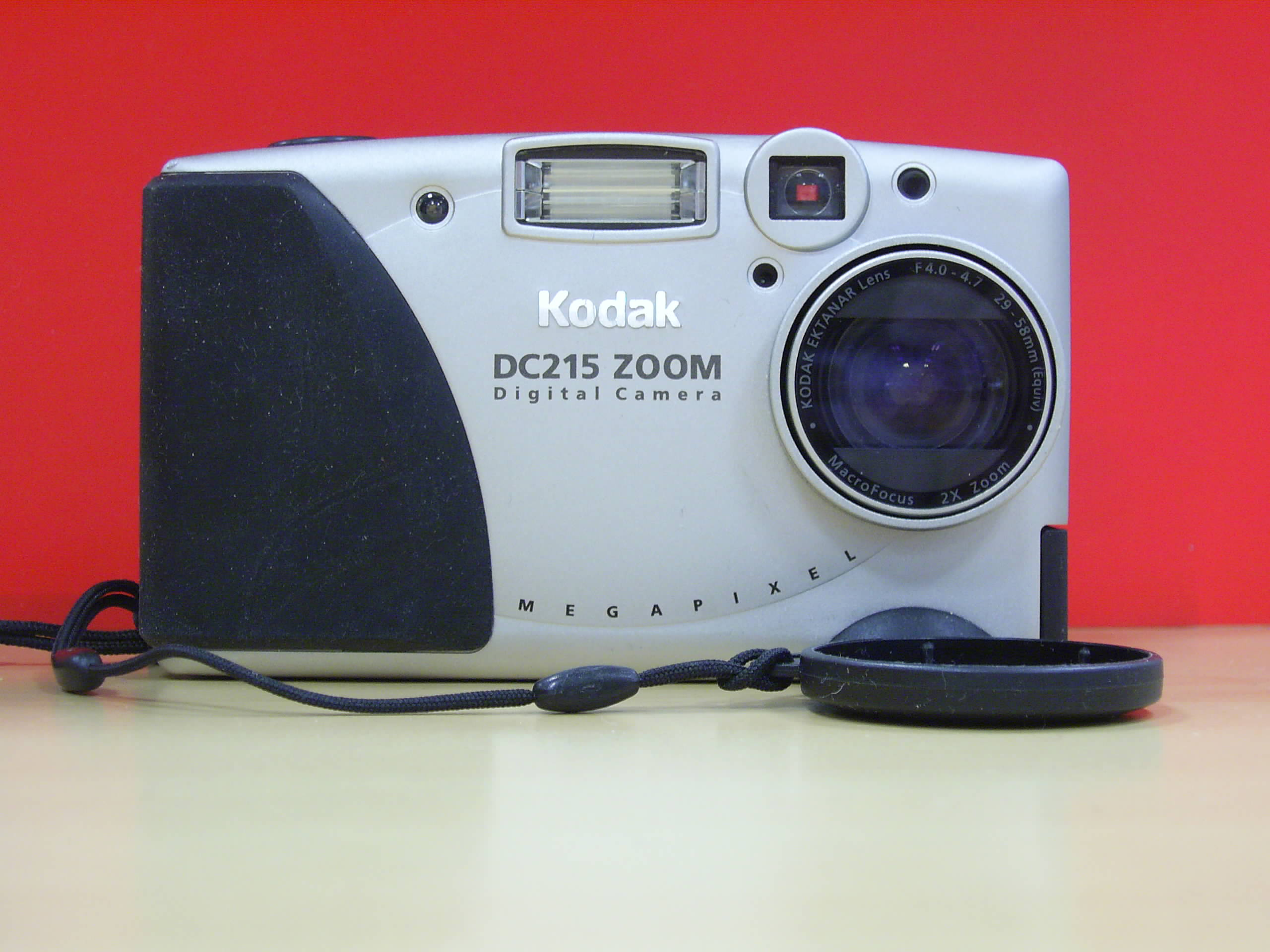
کداک دی‌سی۲۱۵

کداک دی‌سی۲۱۵ (به انگلیسی: Kodak DC215) یک دوربین عکاسی ساخت شرکت کداک است.